# Stiphropus monardi
Stiphropus monardi là một loài nhện trong họ Thomisidae.
Loài này thuộc chi Stiphropus. Stiphropus monardi được Roger de Lessert miêu tả năm 1943.